# Enrico Senoner
Enrico Senoner (1940 circa) è un ex sciatore alpino italiano.

## Biografia
Sciatore polivalente, in campo internazionale Enrico Senoner debuttò in occasione del trofeo del Lauberhorn 1959 (Wengen, 9-10 gennaio), dove si classificò 51º nella discesa libera, 45º nello slalom speciale e 41º nella combinata, e ottenne i migliori risultati all'Otto Furrer Memorial 1961 (Zermatt, 17-19 marzo), dove si piazzò 13º nella discesa libera, 12º nello slalom speciale e 8º nella combinata; inattivo dalla fine di quello stesso 1961 a causa di ripetuti infortuni, tornò alle gare al trofeo Tre Funivie 1964 (Sestriere, 22-23 febbraio), ma non ottenne risultati di rilievo. Non prese parte a rassegne olimpiche o iridate.

## Palmarès

### Campionati italiani
- 1 medaglia[5]:
  - 1 bronzo (slalom speciale nel 1960)